# Imperio durrani
El Imperio durrani o Imperio afgano fue una monarquía absoluta regida por la dinastía de Ahmad Shah Durrani y sus descendientes desde 1747 hasta 1823. Esta familia pertenecía a los Sadozai de la tribu de los Abdali o Durrani, siendo los segundos gobernantes pastún del Kandahar, Afganistán. Este imperio incluía los modernos Afganistán, Pakistán y parte del este de Irán y del oeste de la India. 
Fue bajo el liderazgo de Ahmad Sah que la nación afgana comenzó a tomar forma tras siglos de fragmentación y explotación. Incluso antes de la muerte de Nadir Sah de Persia, las tribus afganas habían estado creciendo y volviéndose más fuertes, comenzando a aprovecharse del poder menguante de sus distantes gobernantes.

## Ahmad Shah Durrani (1747-1772)

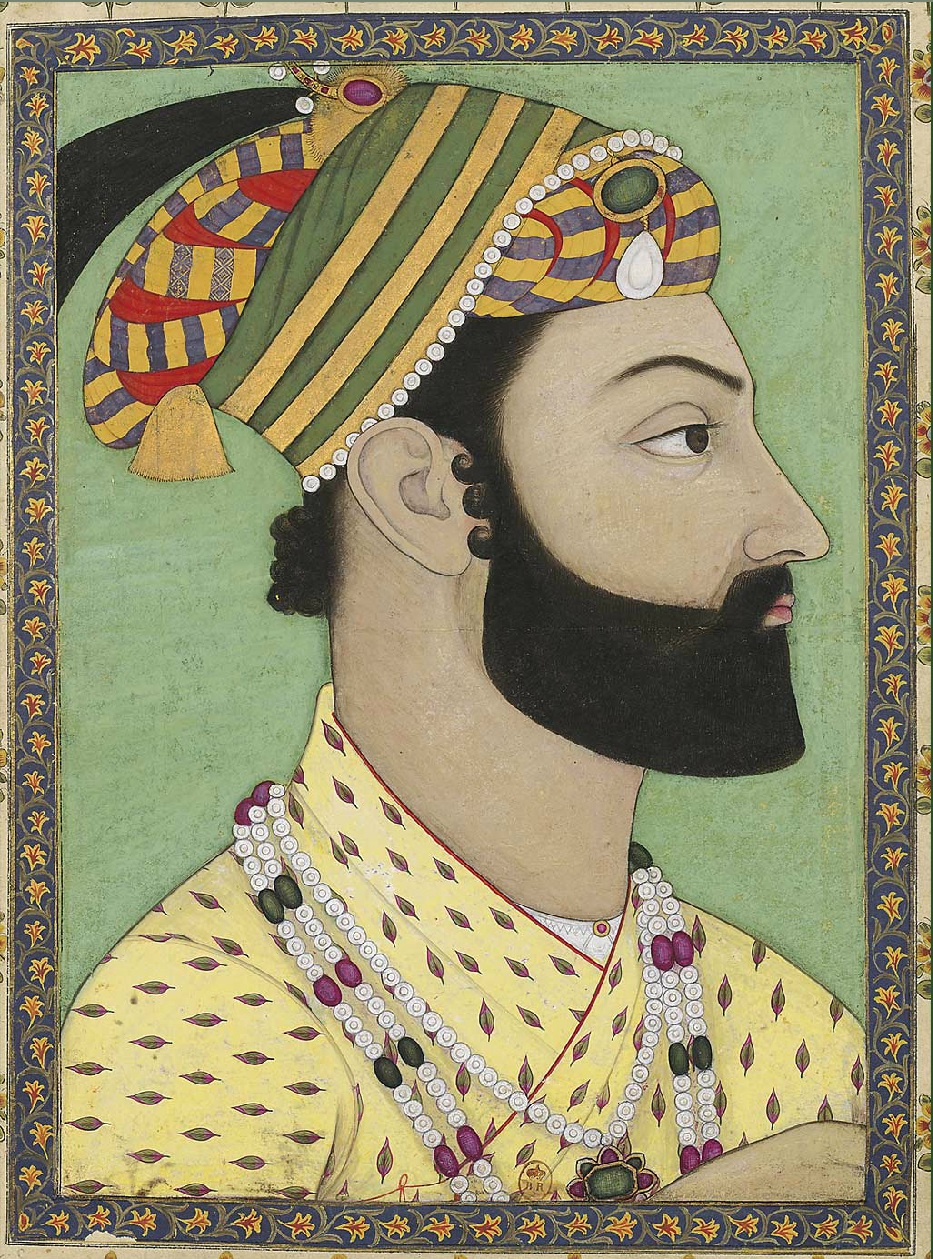
Ahmad Shah Durrani.

El gobierno de Nadir Sah terminó en junio de 1747, año en que fue asesinado. El magnicidio pudo haber sido planeado por su sobrino Ali Qoli, aunque no hay suficiente evidencia que apoye esta teoría, pero tanto si esto es cierto como no, lo que se sabe es que los jefes afganos se reunieron algo más tarde ese mismo año cerca de Kandahar, donde llevaron a cabo una Loya yirga para escoger un nuevo jefe para las tribus abdalíes. Ahmad Durrani fue elegido sah para liderarlas, a pesar de ser más joven que otros aspirantes. Ahmad tenía varios factores primordiales a su favor:
- Era un descendiente directo de Sado, fundador del clan de los sadozai, la tribu más prominente entre los pueblos pastunes de aquel tiempo.
- Era indiscutiblemente un líder carismático y un experimentado guerrero que tenía a su disposición una fuerza entrenada y móvil de varios miles de hombres a caballo.
- Poseía una parte substancial del tesoro de Nadir Sah.

Uno de los primeros actos de Ahmad Sah como jefe fue adoptar el título Durr-i-Durrani (“perla de perlas” o “perla de la edad”). El nombre pudo haber surgido, como algunos alegan, de un sueño que tuvo Ahmad Sah, o como afirman otros, de los pendientes de perla usados por la guardia real de Nadir Sah. Los pastunes abdalíes fueron conocidos después de la elección con el nombre de Durrani.

### Primeras victorias
Ahmad Sah comenzó su gobierno conquistando Ġaznī de manos de los ghilzais, y arrebatando Kabul al gobierno local. En 1749, el emperador mogol fue inducido a cederle las regiones de Sind, Panyab y la ribera occidental del río Indo para salvar su capital, Delhi, de un ataque afgano. Habiendo ganado una gran territorio al este sin lucha, Ahmad Sah se dirigió al oeste para tomar la región de Herat, gobernada por el nieto de Nadir Sah, el sah Rukh. Herat cayó en manos de Ahmad tras un año de sitio y un sangriento conflicto, al igual de Mashhad (en el actual Irán). Después envió al ejército para someter las áreas del norte de las montañas del Hindu Kush. El poderoso ejército de Ahmad subyugó las tribus de turcomanos, ubekos, tayikos y hazaras que habitaban el norte de Afganistán. Invadió hasta cuatro veces el Imperio mogol, consolidando su control sobre el Panyab y la región de Cachemira. A principios de 1757 saqueó Delhi, pero permitió que la dinastía mogol mantuviera un control nominal mientras reconociera la soberanía de Ahmad Sah sobre Panyab, Sind, y Cachemira. Ahmad dejó a su segundo hijo, Timur, para salvaguardar sus intereses y regresó a Afganistán.

### Batalla de Pânipat
El poder del Imperio mogol sobre el norte de la India comenzó a declinar desde el reinado de Aurangzeb, que murió en 1707; los marathas, quienes ya controlaban gran parte de la India occidental y central desde su capital en Pune, presionaban para ampliar el área bajo su control. Después de que Ahmad Sah saqueara la capital mogola y se retirara con el botín, los marathas llenaron el vacío de poder, mientras que en el Panyab, los sijs emergían como una potente fuerza. De regreso en Kandahar en 1757, Ahmad se vio forzado a volver a la India para hacer frente a los formidables ataques de la Confederación Maratha, la cual había expulsado a Timur de la India.
Ahmad Sah declaró una Yihad (guerra santa islámica) contra los marathas. Los guerreros de varias tribus pastunes, así como de otras tribus tales como los beluchis, los tayikos, y los musulmanes de la India, contestaron a su llamada.
Las primeras escaramuzas terminaron con la victoria de los afganos, y en 1759 Ahamd y su ejército habían alcanzado Lahore y estaban preparados para enfrentarse a los marathas. En 1760 los marathas ya habían reunido un gran ejército, que probablemente excedía en número a las fuerzas de Ahmad Sah. Una vez más Pânipat se convirtió en el escenario de una confrontación entre dos competidores que guerreaban por el control del norte de la India; la tercera batalla de Pânipat (enero de 1761), librada entre los ejércitos musulmán e hindú, que alcanzaban la cifra de más de 100.000 soldados cada uno, fue librada a lo largo de un frente de doce kilómetros. A pesar de la decisiva derrota de los marathas, lo que pudo haber sido un control pacífico de Ahmad Sah sobre sus dominios fue interrumpido por otros desafíos.

### Declive

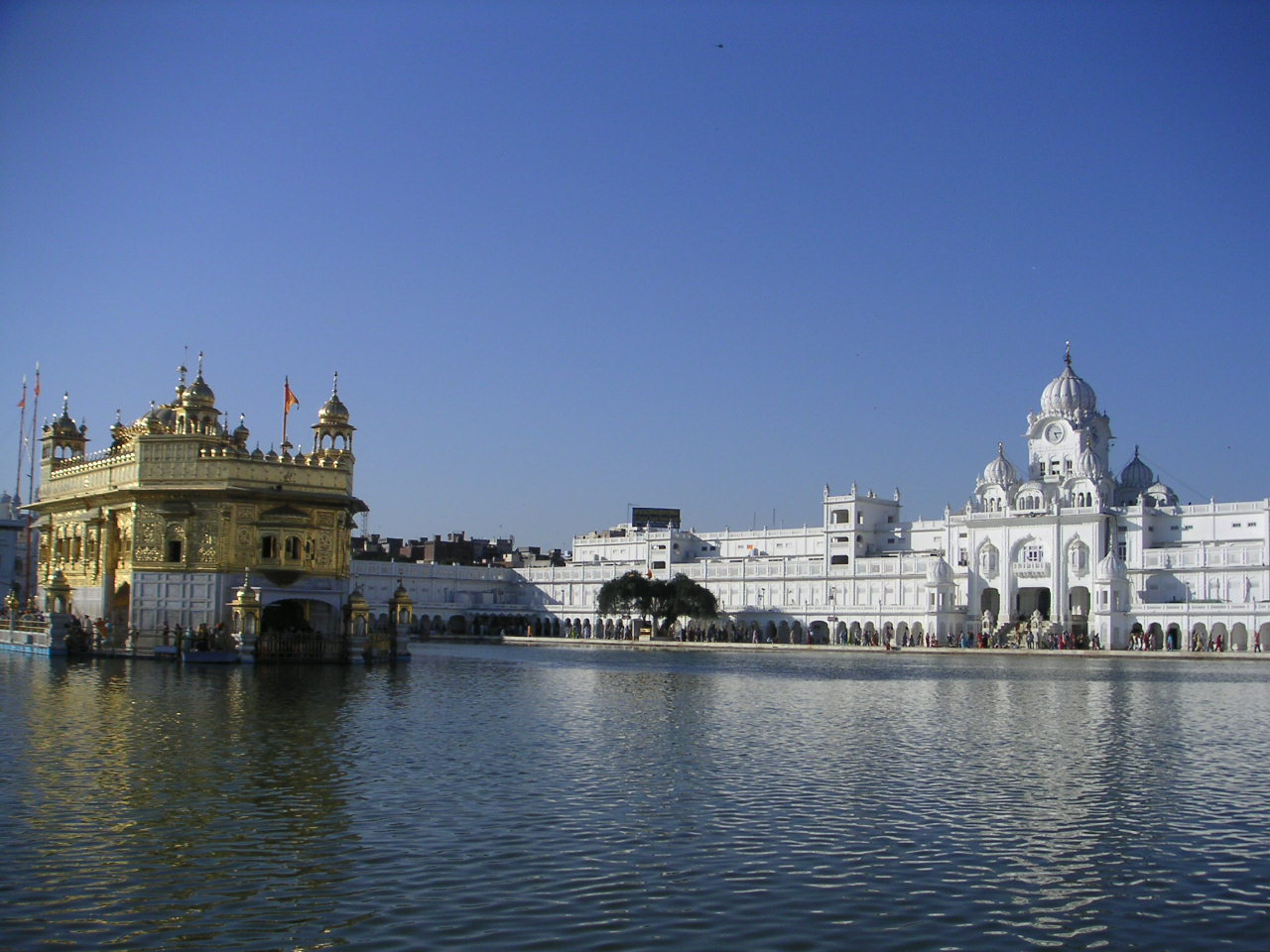
El Templo de Oro, en Amritsar.

La victoria conseguida en Pânipat fue el punto de poder más alto de Ahamd Sah y de los afganos: su Imperio durrani era uno de los imperios islámicos más grandes del mundo de aquel tiempo. Sin embargo, antes de su muerte el imperio comenzó a desbaratarse. A finales de 1761, los sijs habían recuperado poder y tomado el control de gran parte del Panyab, en 1762, Ahmad Sah cruzó Afganistán por sexta vez para subyugarlos. Asaltó Lahore y después de tomar la ciudad santa de Amritsar, masacró a millares de habitantes sijs, destruyendo sus templos y profanando sus lugares santos con sangre de vaca. Dos años después los sijs se rebelaron otra vez. Ahmad Sah intentó varias veces más subyugarlos permanentemente, pero falló. A su muerte había perdido todo control sobre el Panyab, que pasó a manos de los sijs, los cuales mantuvieron el dominio de la zona hasta su derrota frente a los británicos durante la primera guerra anglo-Sij, en 1846.
Ahmad Sah también hizo frente a otras rebeliones en el norte, y pactó con el emir uzbeco de Bujará que el río Amu Daria se convirtiera en la frontera entre sus tierras. 
En 1772 Ahmad Sah se retiró a su hogar en las montañas del este de Kandahar, donde murió. Había triunfado en su intento de equilibrar las alianzas y las hostilidades tribales, y en impedir rebeliones. Ganó el reconocimiento como Ahmad Sah Baba, Padre de Afganistán.

### Forja de una nación
En la época de Ahmad Sah, los pastunes incluían muchos grupos cuyos orígenes eran oscuros; se cree que algunos descendían de antiguas tribus arias, pero otros, tales como los ghilzais, pudieron haberse mezclado con turcos, mientras que grupos como los durrani se habían asimilado bastante a los persas debido a sus contactos con los tayikos. Todos tenían en común su lenguaje pastún y la creencia en ancestros comunes, que los unía en ocasiones. Al este, los waziris y sus parientes cercanos, los mahsudes, habían vivido en las faldas de las montañas de Sulaiman desde el siglo XIV. A finales del siglo XVI, cuando ocurrieron las últimas invasiones turco-mongolas, tribus tales como los shinwaris, yusufzais y mohmandas se habían trasladado desde el valle del río Kabul a las planicies del oeste, norte y noreste de Peshawar y los afridis se habían establecido en las colinas y montañas al sur del Paso Khyber, que hoy día conecta Pakistán con Afganistán. A finales del siglo XVIII, los durranis habían ocupado la región al oeste y al norte de Kandahar y habían llegado hasta Quetta, en Baluchistán.

## Linaje sadozai
Los sucesores de Ahmad Sah gobernaron tan ineptamente y crearon tal malestar que en el plazo de cincuenta años el Imperio durrani llegó a su final y Afganistán cayó en una guerra civil. Durante ese medio siglo, Afganistán perdió gran parte del territorio conquistado por Ahmad Sah. En 1818 los gobernantes sadozai que sucedieron a Ahmad controlaban poco más que Kabul y el territorio circundante en un radio de 160 kilómetros, y no sólo perdieron los territorios periféricos, sino que también enajenaron otras tribus y linajes contra los pastunes durrani.

### Timur Shah (1772-1793)
A Ahmad le sucedió su hijo Timur, quien había sido encargado de administrar las conquistas de su padre en el norte de India y fue expulsado por los marathas. Después de la muerte de Ahmad Sah, los jefes durrani aceptaron su acceso al poder, pero la mayor parte de su reinado discurrió en medio de una guerra civil y una rebelión constante. Timur Shah demostró ser un gobernante ineficaz, durante cuyo reinado el Imperio durrani comenzó a desmoronarse, e incluso se vio forzado a trasladar la capital desde Kandahar a Kabul debido a la insurrección. Tuvo veinticuatro hijos, varios de los cuales se convirtieron en gobernantes de los territorios durrani, y murió en 1793, siendo sucedido por su quinto hijo, Zaman.

### Zaman Shah (1793-1801)

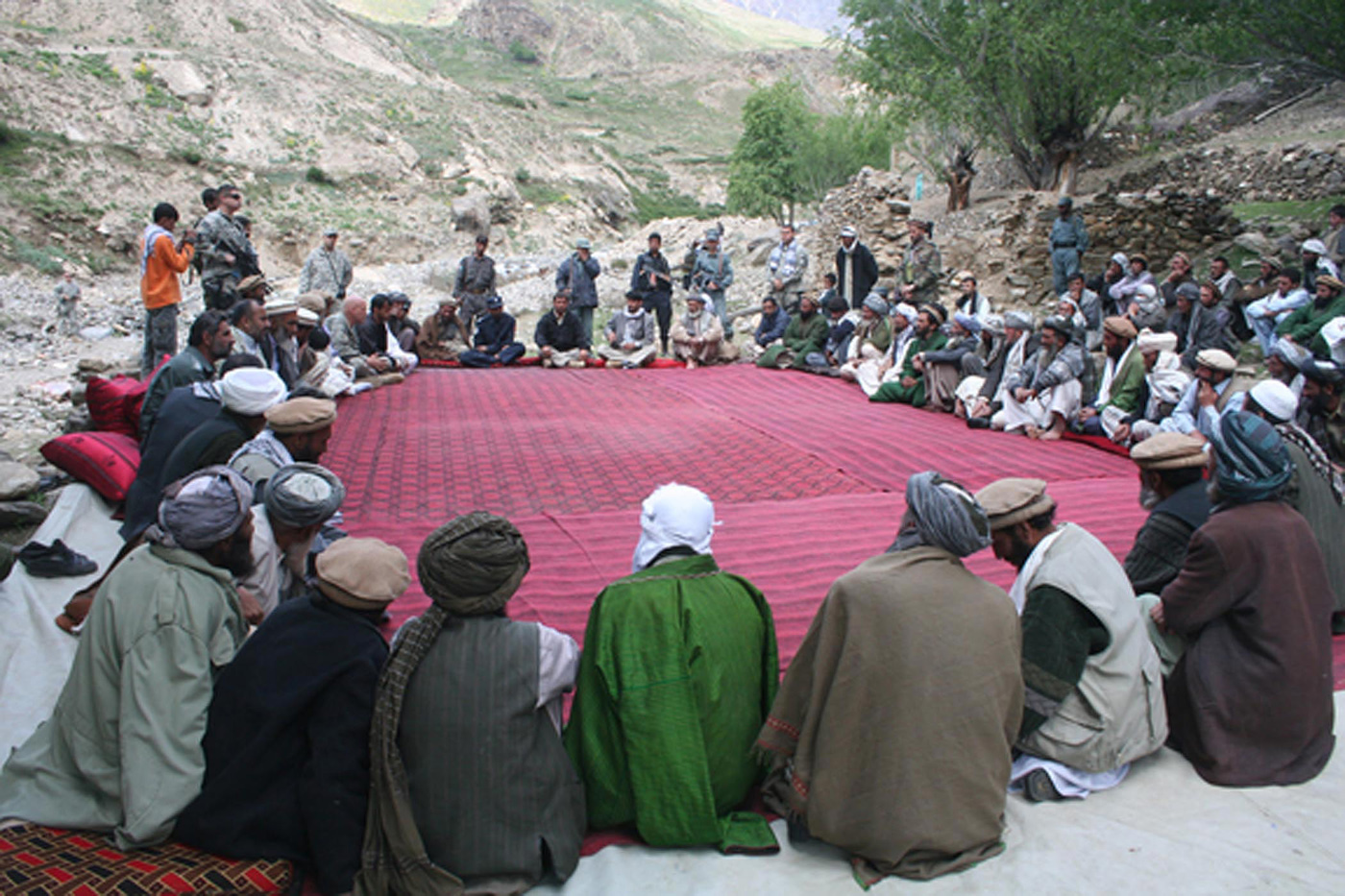
Asamblea de notables afganos.

Después de la muerte de Timur Shah, tres de sus hijos, los gobernadores de Kandahar, Herat y Kabul, se enfrentaron por la sucesión. Zaman, gobernador de Kabul, venció en la disputa gracias a controlar la capital, y se convirtió en sah a la edad de veintitrés años. Muchos de sus hermanastros fueron encarcelados a su llegada a la capital, irónicamente con el propósito de asistir a una asamblea para elegir un nuevo sah. Los enfrentamientos entre los descendientes de Timur que agitaron Afganistán, también proporcionaron el pretexto para la intervención de fuerzas extranjeras.
Los esfuerzos de los herederos sadozai de Timur para imponer una verdadera monarquía a las airadas tribus pastunes, y sus esfuerzos de gobernar absolutamente y sin el consejo de otros líderes tribales fueron un fracaso. Los sijs fueron particularmente problemáticos y después de varios intentos fracasados para someterlos, Zaman Shah cometió la equivocación de designar a un poderoso y joven jefe sij, Ranjit Singh, como su gobernador en el Panyab. Este guerrero se convirtió más tarde en un implacable enemigo de los reyes pastunes de Afganistán.
La caída de Zaman fue desencadenada por sus tentativas de consolidar el poder. Aunque consiguió el trono gracias al apoyo del jefe de los Barakzai, pronto comenzó a destituir a líderes Barakzai de puestos de poder y a reemplazarlos con hombres de su propio linaje, los sadozai. Este trastornó el delicado equilibrio de la política tribal durrani que Ahmad Sah había establecido, e incitó a Painda Jan y otros jefes durrani a planear la caída del sah. Descubierta la conjura, Painda Jan y los jefes de los clanes durrani, nurzai y alizai fueron ejecutados, al igual que el jefe del clan de los qizilbash. El hijo del Jan huyó a Irán y prometió la ayuda substancial de sus seguidores baraksai a un rival de Zaman, su hermano mayor Mahmud. Los clanes de los jefes que Zaman había ejecutado tomaron Kandahar sin derramamiento de sangre.

### Primer reinado de Mahmud Shah (1801-1803)
El derrocamiento de Zaman Shah en 1801 no fue el final de la guerra civil en Afganistán, sino el principio de otra de mayor violencia. El primer reinado de Mahmud Shah duró solamente dos años antes de que Shuja lo substituyera.

### Shuja Shah (1803-1809)

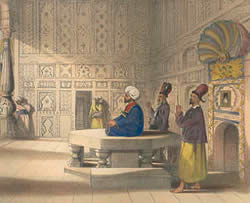
Shuja Shah.

Shuja era otro de los hijos de Timur Shah, que gobernó solamente seis años. El 7 de junio de 1809, Shuja firmó un tratado con los británicos, que incluía una cláusula indicando que Afganistán se opondría al paso de tropas extranjeras a través de sus territorios. Este acuerdo, el primer pacto afgano con una potencia europea, estipulaba una acción conjunta en caso de una agresión franco-persa contra dominios afganos o británicos. Sólo algunas semanas después de firmar el acuerdo, Shuja Shah fue depuesto por su predecesor, Mahmud. Mucho más adelante, los británicos lo reinstalaron, gobernando durante 1839 y 1842. Dos de sus hijos también gobernaron por un breve periodo en 1842.

### Segundo reinado de Mahmud Sah (1809-1818)
El segundo reinado de Mahmud Shah duró nueve años. Mahmud provocó el distanciamiento de los Barakzai, especialmente de Fateh Jan, el hijo de Painda Jan, quien fue detenido y cegado. El hermano menor de Fateh Jan, Dost Mohammed Jan, tomó venganza: Mahmud fue privado de todas sus posesiones a excepción de Herat, el resto de sus dominios fueron divididos entre los hermanos de Fateh Jan, quedándose Dost Mohammed con Ghazni, al cual agregó en 1826 Kabul, la más rica de las provincias afganas.

### Ali Shah (1818-1819)
Ali era otro hijo de Timur Shah. Obtuvo el poder por un breve período, ayudado por los británicos.

### Ayub Shah (1819-1823)
Ayub era otro de los hijos de Timur Shah, y depuso a su hermanastro Ali Shah. Ayub Shah fue depuesto y probablemente asesinado en 1823. Fue el último Sah de la familia sadozai.

## Fin de la hegemonía durrani
A partir de 1818 y hasta la conquista de Kabul por Dost Mohammed en 1826, el caos reinó en los territorios del que había sido el imperio de Ahmad Sah Durrani, mientras varios de los hijos de Painda Jan luchaban entre sí para conseguir el poder. Afganistán dejó de existir como entidad estatal, desintegrándose durante un breve período en un mosaico de pequeños reinos.
Afganistán sería reunificada por la dinastía Barakzai, creandose el Emirato de Afganistán en 1826.

## Nota
1. ↑  Entre 1823 y 1826 el país se encontró en la anarquía hasta su reorganización.